# Fléchy
Fléchy – miejscowość i gmina we Francji, w regionie Hauts-de-France, w departamencie Oise.
Według danych na rok 1990 gminę zamieszkiwało 86 osób, a gęstość zaludnienia wynosiła 18 osób/km² (wśród 2293 gmin Pikardii Fléchy plasuje się na 911. miejscu pod względem liczby ludności, natomiast pod względem powierzchni na miejscu 896.).